# Francesc Fornells-Pla
Francesc Fornells i Pla, també conegut com a Fornells-Pla (Barcelona, 1921 - 30 de març de 1999) fou un pintor, gravador i vitraller català.

## Biografia
Marit de la també pintora Conxa Sisquella, Fornells es va formar a París i Florència durant els anys 40. A París va viatjar-hi el 1945 a través d'una beca de l'Institut Francès de Barcelona, i allà va tenir contacte amb Georges Braque. Residí al Pavelló d'Espanya, juntament amb altres catalans becats com Ignasi Mundó, Carles Nadal i Josep Palau i Fabre. A París també hi conegué l'escultor Joan Rebull amb qui hi feu amistat (Fornells-Pla, 1990, p.21). El 1947 viatjà a Florència també amb una beca, i hi estudià els conceptes de pintura mural i aprofundí en la tècnica del fresc a la Scuola Romana de Florència. L'any 1948, va fundar els Salons d'Octubre de Barcelona, juntament amb Ángel López-Obrero, Jordi Mercadé, Francesc Boadella amb el suport del veterà Josep Maria de Sucre, entre d'altres (Samsó, 1995 p.122). Més tard, també s'hi afegiria la figura de Víctor Maria d'Imbert Manero. El I Saló d'Octubre es feu a les Galeries Laietanes.
La seva primera exposició individual fou el 1949 a la Galeria "El Jardín" de Barcelona, d'art experimental, organitzada pel crític d'art Àngel Marsà. La segona exposició fou el 1954 a la Sala Vayreda (Fornells-Pla, 1990, p.18). Des de llavors, celebrà diverses exposicions individuals i col·lectives que culminaren l'any 1967 en una exposició individual al Saló del Tinell, a Barcelona. L'any següent, el 1969, va rebre una beca per completar els seus estudis als Estats Units. Aquest viatge als Estats Units, conjuntament amb la seva dona, va permetre-li de posar-se en contacte amb l'expressionisme abstracte nord-americà desencadenant un especial interès per la figura i l'obra de Mark Rothko. És en la seva estada a Boston que conegué i establí amistat amb Josep Lluís Sert.
Com a muralista va realitzar obres per al Monestir de Montserrat, però fou com a vitraller que va ser reconegut internacionalment, realitzant treballs pels dominics de Nova York, el Col·legi de Metges, el pavelló de gel del F.C.Barcelona i les piscines Picornell de Barcelona i per l'abadia de Montserrat, entre d'altres.
Durant els anys 80 del segle xx feu un treball de síntesi de les tècniques que feia servir habitualment (l'escultura, el mòbil i el vitrall), realitzant obres mòbils per a diferents indrets del territori català. A principis dels anys 90 va publicar les seves memòries i el 1993 va crear a la Garriga, junt amb la seva esposa, la "Fundació Fornells-Pla i Conxa Sisquella", amb l'objectiu de difondre l'art contemporani.

## Obra

### Obra pictòrica
La seva obra pictòrica és majoritàriament d'art abstracte. Fa servir els colors primaris, dominats per un traç negre sovint força gruixut. El negre a la seva obra simbolitza el patiment i els colors són una mirada cap a l'esperança. Se'l considera un pioner de la renovació de l'art català de la segona meitat del segle xx, així com un introductor de l'experimentació cromàtica americana a Catalunya.

#### Etapa inicial (1947-1958)
Són nombrosos els olis sobre tela i dibuixos sobre paper d'aquest primer moment de la seva trajectòria, marcat per la presència d'una figuració entre fauve, expressionista i naïf. El hieratisme de les figures representades té el seu origen en el romànic: Fonells-Pla admirava el romànic català, com molts d'altres artistes del moment que se sentien hereus d'un art primigeni, absolut, anònim i popular. En cert moment, es va arribar a la denominació de "grup Taüll" per aquest grup d'artistes que va viatjar fins a Santa Maria de Taüll i s'hi va fotografiar, encara que el grup es va dissoldre pràcticament en el moment de la seva creació.
Es tracta d'un període essencial en què Fornells-Pla assoleix l'estructuració de les seves creacions a partir de la noció de l'ordre desenvolupant un llenguatge propi. Els temes que hi tracta estaran relacionats especialment amb la figura femenina, però també amb natures mortes i algun paisatge. La finestra serà un element recorrent en les seves teles que li permet distribuir els elements representats a partir d'un sistema de línies (verticals, horitzontals i diagonals) creant una sensació d'ordre molt característica, essent també l'element de la finestra un antecedent clar dels vitralls que posteriorment li donarien més renom. Un altre element molt usat i que li permet també de fer aquesta ordenació, és la presència d'una taula parada, en què la quadrícula de les tovalles és usada també com a principi ordenador.
Són també d'aquesta època les dues pintures murals sobre plafó al fresc situades al passadís entre l'atri i el claustre de Montserrat, encàrrec de l'abat Aureli Maria Escarré i Jané l'any 1958. L'abat Escarré li feu altres encàrrecs per a diversos emplaçaments a Montserrat, alguns dels quals ja van ésser amb motius abstractes (Fornells-Pla, 1990, p.33). També va realitzar altres pintures al fresc per altres esglésies, com és el cas de la Parròquia de Sant Vicenç de Sarrià, del qual va pintar l'altar de la Puríssima Concepció. A les sessions de treball a Sarrià, Fornells-Pla coincidia amb el pintor Josep Obiols, així com rebia visites de Josep Vicenç Foix i Mas (J.V. Foix) i Ramon Tort.

#### Éssers humans i formes abstractes (1970-1975)
Durant els anys seixanta, la dedicació de Fornells-Pla ve marcada per les arts aplicades (vitralls i mosaics) dedicant-s'hi de manera gairebé exclusiva. Dins de l'obra pictòrica, reprèn la seva producció als anys setanta, marcat pel pòsit que ha deixat l'estada als Estats Units. L'artista experimenta simultàniament amb la figuració i l'abstracció, tornant a la pintura de cavallet però en formats més grans. El negre preval en les seves composicions com a resultat de síntesi, de força i d'ordenació fent vibrar el color a través d'aquestes línies gruixudes i contundents, els temes d'aquest període són hereus del vitrall i del mosaic. L'any 1972 va realitzar una exposició individual a Madrid, a la Galeria Skyra, amb èxit de crítica i públic. L'exposició va ser visitada per artistes amics seus com Manolo Millares, Rafael Canogar i Martin Chirino (Fornells-Pla, 1990, p.49). L'any 1975 va realitzar una exposició a la Sala Gaudí de Barcelona que avui posseeix unes quantes obres

#### Neoinformalisme (1976-1989)
En aquest moment, quan l'informalisme com a corrent artístic ja havia conclòs a Catalunya, Fornells-Pla sent la necessitat de recuperar aquest llenguatge. Les traces de les pinzellades, els rastres dels gests, els degoteigs i les taques es reparteixen per la superíficie del llenç, amb gran cromatisme. És d'aquesta època una profunda investigació sobre colors (contrastos harmoniosos i equilibrats conjunts) i les seves superposicions.
En aquest període, la línia gruixuda que havia estat dominant fins ara, comença a esvair-se per tal de donar pas a formes més desdibuixades en que ja no se cerca definir la forma sinó l'essencial. Tal com l'artista afirma en les seves memòries "lluito per posar-hi només allò imprescindible i treure'n el que no té sentit o hi és gratuït" (Fornells-Pla, 1990, p.69). El treball amb la pinzellada o l'espàtula es converteix en més lliure i desinbolt.

#### La presència dels signes (1990-1999)
Aquest període es caracteritza, de nou, per l'ordenació de la tela a partir de la traça del negre, superposant-se a les formes de color que ara s'organitzen amb formes ovoides, quadrangulars o rectangulars. Aquestes traces negres, de nou gruixudes com a constant de tota la seva obra pictòrica, ara semblen cal·ligrafies orientals. És possible que aquest ús estigui relacionat amb el viatge que l'artista, de nou juntament amb la seva esposa Conxa Sisquella, realitza el 1992 al Japó.

### Vitralls i mosaics

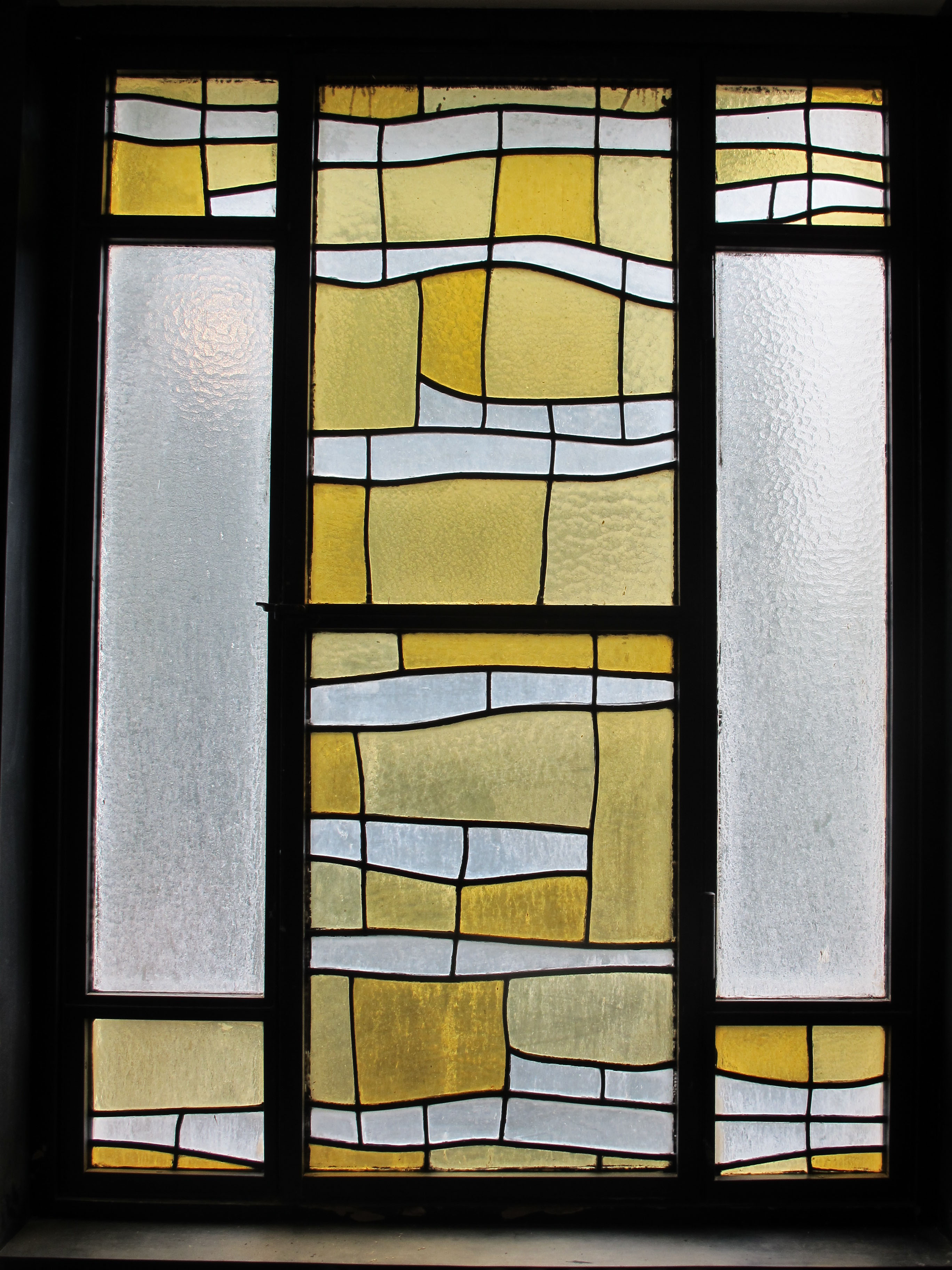
Vitrall de Fornells-Pla

L'aportació més específica que Fornells-Pla va fer fou en l'art del vitrall, que era conreat per nombrosos artistes internacionals del moment. El vitrall reunia diverses qualitats que expliquen l'interès que va despertar: responia a les noves necessitats plàstiques de l'arquitectura, enllaçava modernitat i tradició connectant amb l'època medieval i permetia trobar una alternativa al format convencional de la pintura de cavallet. Durant els anys seixanta, Fornells-Pla es va dedicar pràcticament en exclusiva a la realització de vitralls, principalment destinats a diferents edificis de Barcelona, però també en altres indrets de Catalunya i l'estranger. L'elaboració del vitrall, en tots els casos implicava un profund estudi del conjunt arquitectònic en què s'havien d'inscriure per tal que l'ornamentació esdevingués una part orgànica de l'estructura arquitectònica, i no pas un afegit. Els vitralls, confegits amb gruixudes línies de plom (un tret distintiu) juguen amb la llum i el color dels vidres, per tal de crear efectes a partir del llenguatge abstracte. A més de la utilització del plom, també va explorar l'ús del ciment armat. Va realitzar vitralls tant per particulars, com els de la casa del Doctor Pi i Sunyer de Roses (1953) com per a diverses entitats, com el Col·legi Oficial de Metges de Barcelona (1968), el pavelló de la Pista de Gel del FC Barcelona (1971) i diverses entitats bancàries. També va realitzar diverses obres per a interiors d'esglésies, com la dels Caputxins de Sarrià (1956), l'hospital de Sant Rafael a la Vall d'Hebron (1967), l'oratori de l'hospital del Sagrat Cor (1970) o l'església parroquial de Cabrera (1971).
Pel que fa als mosaics, Fornells-Pla va realitzar-ne per a la residència d'esportistes Joaquim Blume, a Esplugues de Llobregat, a la cafeteria del Monestir de Montserrat i a la Facultat de Física de la Universitat de Barcelona. El 1970 l'Ajuntament de Barcelona li encarregà un mural-vitrall espectacular de 20 x 3m per a les Piscines Picornell, amb motiu dels Campionats d'Europa de natació, que malauradament avui ha desaparegut (Fornells-Pla, 1990, p.46).

### Escultures

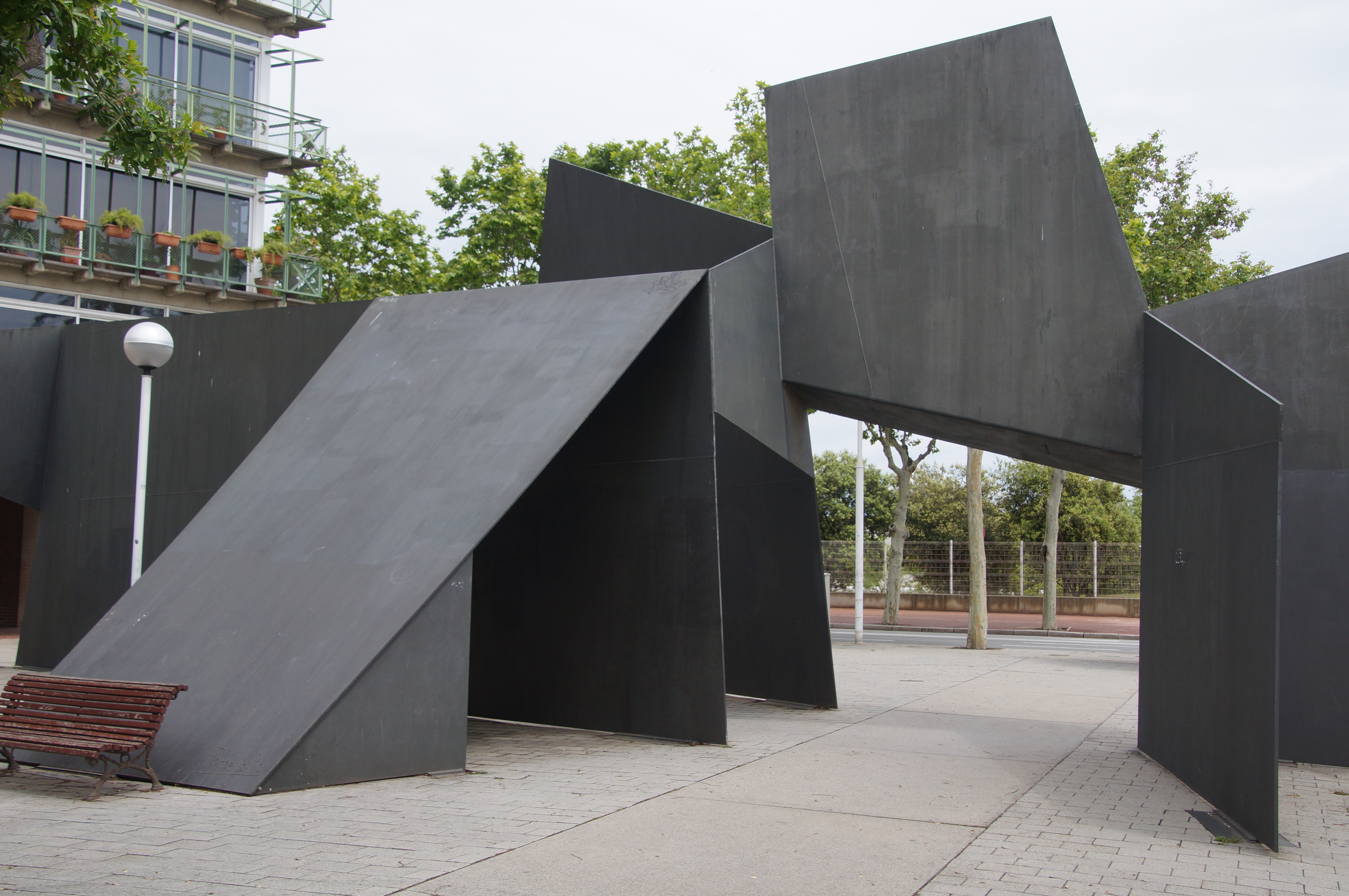
Escultura Raspall del vent, a Barcelona

A més dels vitralls, que li van donar un renom internacional, Fornells-Pla és conegut per l'originalitat de les seves escultures mòbils, que incorporaven vidres geomètrics similars a un vitrall sobre de les planxes metàl·liques, donant-los un estil molt característic. A partir dels anys vuitanta, amb aquestes obres, trencarà la subordinació al marc arquitectònic que li imposava la tècnica del vitrall, alliberant-lo com a obra independent i endinsant-se cap a un camí ple de possibilitats cromàtiques. L'artista investigarà en els ginys mòbils per tal que les escultures esdevinguin giratòries i els seus colors s'entrecreuïn donant nous cromatismes. El vent i la llum solar produiran efectes espectaculars en els vidres de color, convertint-se en veritables homenatges monumentals a la llum.
A Girona hi havia una estructura mòbil obra de Fornells-Pla a l'estació d'autobusos, actualment desinstal·lada. També realitzà obres públiques per Badalona (1981) i Manresa (1982). Aquestes tres obres formen un conjunt d'escultures mòbils que juguen amb els colors primaris i secundaris. A Manresa, es tracta de l'escultura de l'Estació d'Autobusos de Manresa Alta. A Barcelona, es pot veure una escultura seva, Raspall del Vent, de 1992, al carrer de Jaume Vicens Vives, a la Vila Olímpica. Al pati de la Fundació Fornells-Pla i Conxa Sisquella de La Garriga es poden contemplar algunes d'aquestes creacions.

## Exposicions rellevants
- 1949- Galeria El Jardín de Madrid
- 1952- Saló de l'Onze, Galeria Biosca de Madrid
- 1954- Sala Vayreda de Barcelona
- 1967- Saló del Tinell de Barcelona
- 1972- Galeries Skira de Madrid
- 1973- Institut d'Estudis Nord-Americans de Barcelona
- 1973- Caixa de Pensions de La Garriga
- 1975- Sala Gaudí de Barcelona[20]
- 1975- Record del Saló d'Octubre, Galeria Artur Ramon
- 1978- Palau Meca de Barcelona
- 1981- Sala d'Art La Pedrera de Barcelona
- 1989- Centre Cultural de la Caixa de Terrassa, Terrassa
- 1991- Museu de Granollers
- 1992- Exposició retrospectiva Fornells-Pla i Conxa Sisquella, Art Museum Ginza, Tòquio
- 1994- Palau Moja de Barcelona
- 2000- La mirada del temps I. Hi havia una vegada... Un recorregut per l'obra figurativa de Fornells-Pla Sala Municipal d'Exposicions de la Garriga[21]
- 2004- Diàleg a quatre mans. Sala Municipal d'Art de La Garriga
- 2006- Fornells Pla. Conxa Sisquella. Itineraris, Museu Abelló de Mollet del Vallès
- 2006- Utopies de l'origen : Avantguardes figuratives a Catalunya, 1946-1960 Palau Moja
- 2007- Del càntir de càntics, a la Fundació Joan Brossa[22]
- 2009- Fornells-Pla, a partir del vitrall. Sala Municipal d'Art de La Garriga[23]